# Кхотор
Кхотор (с ингуш. Кхо тор или Кхо тейр — «три пирога») — ингушское национальное блюдо. Представляет собой три белых круглых пирога из пшеничной муки, начинённых рубленным мясом, тонко нарезанными луком, морковью, и листьями кинзы и укропа. Широко распространены у ингушей.

## История
Изначально кхотор выпекался в печи, но в современное время выпекается в духовке плиты. Для изготовления кхотора используется пшеничная мука высших сортов, чтобы изделие получалось белым и пышным. Блюдо является традиционным для ингушей с глубокой древности. Одно из самых почётных блюд в списке мучных кушаний ингушей, наряду с чапильгом. Считается что название символизирует способ употребления блюда — кхотор принято есть тремя пальцами. В Древности и Средневековье ингуши пекли кхотор из овсяной муки. Начиная с XX века кхотор пекут из пшеничной муки высшего сорта..

## Приготовление
Кхотор готовят из дрожжевого теста. Формируют круглые куски в виде шариков из теста. Каждый кусок начиняется специальным составом для кхотора. В качестве начинки используют чаще всего фарш мяса говядины, который слегка обжаривается с тонко нарезанным луком, морковью, листьями укропа и кинзы. Вместо мяса иногда начиняют кхотор сыром. Однако, обязательным атрибутом начинки являются листья кинзы и укропа. Затем начиненные куски раскатываются в круглые толстые пироги, которые выпекаются в печи. После готовности пироги намазываются обильно топленным маслом. Кхотор сервируют стопками в большом блюде и обязательно подают вместе с чаем, минимальное количество в блюде перед подачей гостям составляет три пирога.

## Разновидности
Кхотор делится на несколько видов по своей начинке:
- С традиционной начинкой.
- С начинкой из картофеля.
- С начинкой из сыра.